# Bracon conjugellae
Bracon conjugellae är en stekelart som beskrevs av Simon Bengtsson 1924. Bracon conjugellae ingår i släktet Bracon och familjen bracksteklar. Arten är reproducerande i Sverige.

## Underarter
Arten delas in i följande underarter:
- B. c. nanana
- B. c. bengtssoni